# Kerala-no-dhoro
Padri
Kerala-no-dhoro (કેરળ-નો-ઢોરો), également connu sous le nom de Padri, est un village et un site archéologique de l'État du Gujarat, en Inde. Se rattachant à la civilisation de la vallée de l'Indus, ce site est situé sur la côte sud de la région de Kathiawar. 
Il est occupé pendant le période de 3699 à 3792 av. J.-C. ; cette période est connue sous le nom de culture Padri ou période Harappéenne ancienne, elle fait partie de la culture Sorath Harappéenne de la civilisation de la vallée de l'Indus.

## Période
Des infrastructures se rattachant aux périodes Harappéenne ancienne et Harappéenne mature sont découvertes sur le site de Kerala-no-dhoro. Un autre type de poterie est retrouvé à cet endroit ainsi qu'à Somnath (Prabhas Patan) et Loteshwar, ce qui signale une tradition locale distincte de celle d'Amri-Nal, connue des occupations antérieures à Padri et Loteshwar, selon Jane McIntosh.

## Découvertes
Les fouilles de ce site archéologique permettent notamment de découvrir des hameçons en cuivre, d'une taille exceptionnellement grande, indiquant que de gros poissons sont pêchés. Des jarres de stockage robustes et de bonne facture sont également découvertes sur le site, elles sont utilisées pour transporter le sel. Un pot trouvé à cet endroit présente un décoration d'un motif en corne de buffle ainsi que d'une grande figure portant une jupe en lambeaux et une paire de cornes de buffle.
Dans les premiers niveaux Harappéens de ce site, des symboles similaires à ceux de l'écriture Harappéenne sont retrouvés ; de telles écritures sont également mises au jour à Kalibangan et à Dholavira.

## Infrastructures
Les soubassements de maisons rectangulaires, des maisons qui comportent des chambres et des ateliers montrent que ces maisons sont construites au début de la période Harappa. Les maisons construites plus tard, pendant la période Harappa mature, sont faites de briques de boue avec des sols enduits de chaux et de fumier ; ces maisons comportent des espaces de stockage et des foyers pour cuisiner.

## Production de sel
Une hypothèse est que ce village sans muraille de clôture était économiquement impliqué dans la production de sel, par évaporation de l'eau de mer.